# Étienne Denisse
Étienne Denisse ( Carcasona, 1785 – 1861, Burdeos) fue un artista botánico, litógrafo, botánico y horticultor francés.
Trabajó en los jardines hortícolas del Museo Nacional de Historia Natural de Francia. Vivió durante muchos años en las Antillas francesas, contratado por el gobierno de Guadalupe (Francia), para ilustrar las plantas y recoger muestras de la horticultura. Su máxima obra Flore d'Amérique causó sensación por sus magníficas litografías coloreadas a mano incluyendo especies consideradas exóticas en el momento.

## Obras
- jacqueline Bonnemains, etienne Denisse. 1989. Flore des Antilles dessinée par Etienne Denisse en 1814. Ed. Muséum d'Histoire Naturelle du Havre. 29 pp.
- 1843. Flore d'Amérique: dessinée d'après nature sur les lieux. Riche collection de plantes les plus remarquables, fleurs & fruits de grosseur & de grandeur naturelle. Ed. Gihaut. 22 pp.
- 1835. Flore d'Amerique: collection complette des plantes des Antilles, les plus remarquables par leurs propriétés alimentaires, médicales, vénéneuses, ou par leur emploi dans les arts. Ed. Chez Mr. Crochard. 28 pp.

## Honores
- La abreviatura «Denisse» se emplea para indicar a Étienne Denisse como autoridad en la descripción y clasificación científica de los vegetales.[1]